# Enochletica ostentatrix
Enochletica ostentatrix är en insektsart som beskrevs av Karsch 1896. Enochletica ostentatrix ingår i släktet Enochletica och familjen vårtbitare. Inga underarter finns listade i Catalogue of Life.